# 豆満江駅
豆満江駅（トゥマンガンえき、とまんこうえき）は朝鮮民主主義人民共和国羅先特別市先鋒区域に位置する朝鮮民主主義人民共和国鉄道省洪儀線および豆満江線の駅である。

## 概要
南北朝鮮で最東端の鉄道駅であり、当駅より朝鮮・ロシア友情橋を渡って国境を越え、ハサン駅に至る露朝国境の駅である。両国間の鉄道は軌間が異なるため、当駅で台車の交換が行われる。貨物列車は荷の積み替えが行われる。

## 歴史
2008年に、ロシア側のハサン駅から羅津港までの工事が着工し、トンネルの補強、通信設備の近代化、同区間の四線軌条の全面的改修が行われた。2012年10月に工事が完成、試運転が行われ、2013年9月22日完成式典が行われた。これにより、ロシアの列車が、羅津港まで直通することが可能となった。
2020年、北朝鮮当局は新型コロナウイルス感染症の世界的流行を阻止するために国境を閉鎖。この閉鎖は厳密なもので、2021年2月、北朝鮮国内で勤務していたロシア大使館員が帰国する際にも、豆満江駅から発車する列車は運行されずトロッコが使用された。
2022年11月、アメリカ当局は、ロシアから北朝鮮に向けて限定的ながら貨物列車が運行されたことを発表。この貨物列車によりロシアによるウクライナ侵攻で必要となった弾薬等が輸送されたとしており、駅では貨物取り扱い再開に向けた準備が進められていることも示唆した。

## 駅構図
線路が何本かあるが、ホームは一つしかない。

## 隣の駅
朝鮮民主主義人民共和国鉄道省
洪儀線・豆満江線
赤池駅 - 豆満江駅 - ハサン駅（ロシア方面）